# Kolumbiai peso
A kolumbiai peso Kolumbia hivatalos pénzneme, jele a $, váltópénze a centavo. Centavo érmét utoljára 1982-ben bocsátottak ki, az infláció miatt ma már nem használják.

## Története
1837-ben vezették be és az ideiglenes fizetőeszközt, a kolumbiai reált (amelyet 1820-ban vezettek be a spanyol reál helyett) váltotta fel. 1 peso 8 reálnak felelt meg. Kezdetben váltópénzt nem bocsátottak ki, a régi reál töltötte be ezt a szerepet egészen 1847-ig, amikor váltópénzként a peso 1/10-ének megfelelő (1853-tól decimo néven szereplő) új reált bocsátottak ki. A centavo 1873-ban vált fő váltópénzzé. A 20. század második felében a növekvő infláció során a peso sokat vesztett értékéből, de – más latin-amerikai országokkal ellentétben – Kolumbiában nem került sor denominációra.
A 2010-es évek elején arról cikkeztek a lapok, hogy újraértékelik a valutát 1000 peso = 1 új peso arányban. A 2016-os új bankjegysorozatban viszont ez nem jelent meg, így kérdéses az újraértékelés.

## Érmék
Napjainkban a forgalomban levő érmék az 5 (1980), 10 (1981), 20 (1982), 50 (1986), 100 (1992), 200 (1994), 500 (1993) és 1000 (1996) pesós címletek (zárójelben az első kibocsátás évszáma). Az 1 és 2 pesós az 1990-es években eltűnt a forgalomból. A 2000-es években pedig az 5, 10 és 20 pesós érme is.
| névérték | tulajdonság | tulajdonság | tulajdonság | tulajdonság                                                            | leírás                    | leírás   |
| névérték | átmérő      | vastagság   | súly        | anyag                                                                  | előlap                    | hátlap   |
| -------- | ----------- | ----------- | ----------- | ---------------------------------------------------------------------- | ------------------------- | -------- |
| 20 peso  | 17,2 mm     | 1,15 mm     | 2 g         | 70% réz 30% cink                                                       | Simón Bolívar             | névérték |
| 50 peso  | 21 mm       | 1,3 mm      |             |                                                                        | címer                     | névérték |
| 100 peso | 23 mm       | 1,55 mm     | 5,31 g      | Alumínium-bronz 92% réz 6% alumínium 2% nikkel                         | címer                     | névérték |
| 200 peso | 24,4 mm     | 1,7 mm      | 7,08 g      | 65% réz 20% cink 15% nikkel                                            | Quimbaya civilizáció      | névérték |
| 500 peso | 23,5 mm     | 2 mm        | 7,43 g      | gyűrű: 92% réz 6% alumínium 2% nikkel mag: 65% réz 20% cink 15% nikkel | "El arbol de Guacari", fa | névérték |

### 2012-es sorozat
| kép    | kép    | névérték  | tulajdonság | tulajdonság | tulajdonság | tulajdonság                                                                 | leírás   | leírás           | Dátumok    | Dátumok     |
| előlap | hátlap | névérték  | átmérő      | vastagság   | súly        | anyag                                                                       | előlap   | hátlap           | kibocsátás | visszavonás |
| ------ | ------ | --------- | ----------- | ----------- | ----------- | --------------------------------------------------------------------------- | -------- | ---------------- | ---------- | ----------- |
|        |        | 50 peso   | 17 mm       | 1,3 mm      | 2 g         | cink, réz                                                                   | névérték | pápaszemes medve | 2012       | forgalomban |
|        |        | 100 peso  | 20,3 mm     | 1,55 mm     | 3,34 g      | alumínium-bronz                                                             | névérték | frailejón virág  | 2012       | forgalomban |
|        |        | 200 peso  | 22,4 mm     | 1,7 mm      | 4,61 g      | réz, cink, nikkel                                                           | névérték | arakanga         | 2012       | forgalomban |
|        |        | 500 peso  | 23,7 mm     | 2 mm        | 7,14 g      | gyűrű: 65% réz, 20% cink, 15% nikkel; mag: 92% réz, 6% alumínium, 2% nikkel | névérték | üvegbéka         | 2012       | forgalomban |
|        |        | 1000 peso | 26,7 mm     |             | 9,95 g      | mag: 65% réz, 20% cink, 15% nikkel; gyűrű: 92% réz, 6% alumínium, 2% nikkel | névérték | álcserepesteknős | 2012       | forgalomban |

## Bankjegyek
| kép    | kép    | érték       | méret                   | leírás                       | leírás                                               | dátumok    | dátumok      |
| előlap | hátlap | érték       | méret                   | előlap                       | hátlap                                               | kibocsátás | visszavonás  |
| ------ | ------ | ----------- | ----------------------- | ---------------------------- | ---------------------------------------------------- | ---------- | ------------ |
|        |        | 1000 peso   | 140 × 70 mm 130 × 65 mm | Jorge Eliécer Gaitán         | Jorge Eliécer Gaitán portréja                        | 1979       | 2012 október |
|        |        | 2000 peso   | 140 × 70 mm 130 × 65 mm | Francisco de Paula Santander | Casa de la Moneda de Colombia                        |            | forgalomban  |
|        |        | 5 000 peso  |                         | Jose Asuncion Silva          | Nocturnal vers egy töredéke                          |            | forgalomban  |
|        |        | 10 000 peso |                         | Policarpa Salavarrieta       | Guaduas, Policarpa Salavarrieta születésének a helye | 1986       | forgalomban  |
|        |        | 20 000 peso |                         | Julio Garavito Armero        | a Hold Garavito krátere                              | 1996       | forgalomban  |
|        |        | 50 000 peso |                         | Jorge Isaacs                 | La María novella                                     | 2000       | forgalomban  |

### 2016-os sorozat
2016-ban új bankjegysorozatot bocsátanak ki. 2016. március 31-én bocsátották ki a 100 000 pesós bankjegyet.
| kép    | kép    | névérték     | méret       | szín          | leírás                  | leírás                | dátumok             | dátumok     |
| előlap | hátlap | névérték     | méret       | szín          | előlap                  | hátlap                | kibocsátás          | visszavonás |
| ------ | ------ | ------------ | ----------- | ------------- | ----------------------- | --------------------- | ------------------- | ----------- |
|        |        | 2000 peso    | 128 x 66 mm | kék           | Débora Arango           | Caño Cristales folyó  | 2016. november 29.  | forgalomban |
|        |        | 5 000 peso   | 133 x 66 mm | barna         | José Asunción Silva     | kolumbiai páramos     | 2016. november 9.   | forgalomban |
|        |        | 10 000 peso  | 138 × 66 mm | piros         | Virginia Gutierrez      | Az Amazonas élővilága | 2016. december 7.   | forgalomban |
|        |        | 20 000 peso  | 143 x 66 mm | narancsssárga | Alfonso López Michelsen | La Mojana             | 2016. június 30.    | forgalomban |
|        |        | 50 000 peso  | 148 x 66 mm | ibolya        | Gabriel García Márquez  | Ciudad Perdida        | 2016. augusztus 19. | forgalomban |
|        |        | 100 000 peso | 153 x 66 mm | zöld          | Carlos Lleras Restrepo  | Valle de Cocora       | 2016. március 31.   | forgalomban |